# Dick May
Pour les articles homonymes, voir May.
Jeanne Weill, connue sous le nom de plume Dick May, est une romancière et une intellectuelle française.
Elle fonde en 1900 l'École des hautes études sociales (EHES), au sein de laquelle est créée la première école de journalisme du monde, devenue l'École supérieure de journalisme de Paris.

## Biographie

### Les origines
Jeanne Weill naît en 1859 à Alger, où son père, Michel Aaron Weill, est depuis 1846 le Grand-rabbin du Consistoire d’Algérie. 
Sa mère est une cousine de Karl Marx. En 1863, la famille rentre en métropole et s’installe à Sélestat, dans le Bas-Rhin, région dont est originaire son père. Après la Guerre de 1870, la famille se fixe à Paris en 1885. Son frère cadet Georges Weill est un universitaire, historien du socialisme et du saint-simonisme.

### Le travail avec le comte de Chambrun
Dès 1889, à la mort de son père, elle officie comme secrétaire du comte Joseph Dominique Aldebert de Chambrun (1821-1899), ancien député de la Lozère et propriétaire de la cristallerie Baccarat, catholique, aristocrate et paternaliste, sensible aux idées de justice sociale, qui se pique de littérature, de politique et de beaux-arts.
Le comte crée des prix récompensant les initiatives améliorant le sort des ouvriers, finance en 1894 la création du Musée social, ainsi que des chaires d’économie sociale à l’École libre des sciences politiques, à la Faculté de droit et à la Sorbonne, tout en étant mécène de l’Alliance coopérative internationale de Charles Gide. Dick May devient sa représentante dans les sphères dirigeantes du monde universitaire.

### Les nouvelles et romans
Athée et autodidacte, Jeanne Weill se lance parallèlement, la même année, dans une carrière littéraire. Elle publie, sous un pseudonyme masculin, des nouvelles et des feuilletons dans L’Illustration, Le Temps, Le Journal des Débats, La Liberté ; certains sont repris en volume, comme L’Affaire Allard et Le Cas Georges Arrel, en 1892 aux éditions Calmann Lévy.
Elle publie en 1898 dans La Revue blanche le roman, L’Alouette, histoire d'une jeune femme qui entre dans le monde misogyne du journalisme et qui affronte la jalousie de son fiancé face à sa réussite.

### La fondation du Collège libre des sciences sociales
En 1895, elle fonde avec le scientifique Théophile Funck-Brentano le Collège libre des sciences sociales dont l'ambition est de promouvoir « l’étude désintéressée des grands problèmes sociologiques, économiques et politiques d’actualité »  dans leur relation avec le réel. Elle se veut complémentaire des études supérieures classiques ou professionnelles. Sont invités à s'y exprimer des intellectuels de tous bords intéressés par la question sociale : leplaysiens, catholiques sociaux, économistes libéraux, mais aussi socialistes (comme Gustave Rouanet et Georges Renard). Dick May est est à l'origine de la création d'une section de journalisme dans ce collège (créée en 1899). Elle prend ses distances avec l'institution pendant l'affaire Dreyfus.

### L'École des hautes études sociales
Dick May se brouille avec le directeur du Collège libre des sciences sociales, le positiviste Eugène Delbet, exécuteur testamentaire d'Auguste Comte, à la suite d'un conflit d'intérêts qui la décide à fonder un autre établissement, l'École des hautes études sociales rue de la Sorbonne, à Paris.
L’EHES, dans un premier temps, ne délivre pas de diplôme. Le programme des conférences est aussi éclectique que celui du collège mais divisé en trois écoles : une école de morale et de pédagogie, une école sociale, axée sur les questions politiques et économique et une école de journalisme. Jusque-là, l’idée que les journalistes avaient besoin d'un « bagage sérieux de connaissances et de solides garanties morales » avait déjà été défendue par Albert Bataille, chroniqueur judiciaire au quotidien Le Figaro et premier président de l'Association de la presse judiciaire, qui tente de créer une école de journalisme avec le soutien de son directeur, mais meurt avant que le projet n’aboutisse.
C'est ainsi qu'en 1899, aidée d'un groupe d'universitaires parisiens libéraux et laïques mobilisés à l'occasion de l'affaire Dreyfus, elle pose les bases de ce qui sera l'École supérieure de journalisme de Paris. Parmi les premiers enseignants, des journalistes comme Henry Fouquier, Jules Cornély, membre fondateur du Syndicat des journalistes français, Adolphe Brisson et Jules Claretie. Attaquée à droite, notamment par Paul de Cassagnac et Édouard Drumont, l'école de journalisme apparaît comme un laboratoire du dreyfusisme,.
Dreyfusarde, Dick May est très active au tournant du XIXe et du XXe siècle. Elle organise un Congrès de l'enseignement social lors de l'Exposition de 1900 où elle soulève la question de l'éducation populaire en cherchant à harmoniser les initiatives émanant des différents pays. Elle est notamment en contact avec le couple Webb, en Angleterre, mais aussi avec de nombreux socialistes en Belgique. Elle fonde au début du XXe siècle la Solidarité du XIIIe arrondissement, une université populaire dont la plupart des orateurs interviennent aussi à l'École des hautes études sociales. Parmi les professeurs de cette UP, on compte Ferdinand Buisson, Paul Vidal de la Blache, Charles Gide, Émile Duclaux, Henri Hauser, Charles Seignobos, etc.
S’inspirant de l’Institut des hautes études sociales ouvert à l’Université nouvelle de Bruxelles, l’École des hautes études sociales dispense, sur une base orale, un savoir généraliste dans des domaines allant de la sociologie à la philosophie morale, de l’hygiène à l’histoire des arts. Alors que l’École libre des sciences politique (future « Sciences Po ») offrait un enseignement libéral, destiné à former les élites administratives, l’École des hautes études sociales prétend éduquer le plus grand nombre à la démocratie, dans l’esprit des Universités populaires auxquelles Dick May a participé. Les femmes y sont admises. Dick May souhaite rapprocher les humanités des sciences expérimentales. Elle promeut l’enquête, la statistique, les enseignements professionnalisants. On a parfois considéré ses établissements trop « éclectiques ». En réalité, ils se veulent pluralistes ; ce pluralisme fonde la conception que Dick May et ses collaborateurs se font de la démocratie. La qualité de l’offre littéraire et artistique adressée aussi bien au grand public qu’aux professionnels fait de l’École des hautes études sociales un établissement pionnier dans la formation de ce que nous appelons aujourd’hui les sciences humaines et sociales.
D'abord hostile à Dick May qu'il considère comme une "farceuse", puisqu'elle est autodidacte et ne dispose d'aucun diplôme universitaire reconnu, le sociologue Émile Durkheim se rapproche d'elle et de son institution au début du XXe siècle. 
En 1903, Dick May joint à l’EHES une quatrième section, l’École d’arts, dans laquelle Romain Rolland développe la musicologie. L'établissement, qu'elle dirige pendant 25 ans avec Alfred Croiset, doyen de la faculté des lettres de la Sorbonne, forme un millier d'élèves.
Pendant la Première Guerre mondiale, elle est à l'origine de la fondation de l'Orphelinat des Armées, qui naît au cœur d'une immense polémique, lancée notamment par Maurice Barrès qui accuse Dick May de vouloir mettre la main sur les orphelins des familles catholiques au nom d'une République laïque honnie. Dick May est victime d'une campagne de presse antisémite et misogyne.
La guerre terminée, elle crée un Comité d'Union latine, une association visant à multiplier les liens intellectuels entre les peuples latins.  
Jeanne Weill meurt le 14 août 1925, dans un accident de montagne, lors d’une randonnée solitaire, près de Pralognan, en Savoie. La presse de l'époque, en particulier Les archives israélites de France et l'Univers israélite, annonce son décès. Elle est enterrée dans le caveau familial au Père-Lachaise (96e division) sous son pseudonyme.